# Bulkeley Bandinel
Bulkeley Bandinel (21 février 1781 - 6 février 1861) est un érudit britannique, ecclésiastique et bibliothécaire .

## Jeunesse
Il est né dans la paroisse de St Peter-in-the-East, Oxford, fils aîné du révérend Dr James Bandinel de Netherbury et de sa femme, Margaret Dumaresq. Ses ancêtres, originaires d'Italie, se sont installés à Jersey au début du XVIIe siècle. Son père est le premier de la famille à s'installer en Angleterre . Bulkeley est nommé d'après l'ami de son père, le vicomte Bulkeley de Cashel.
Formé à Reading sous Richard Valpy puis au Winchester College, Bandinel entre au New College d'Oxford en 1800 (BA 1805, MA 1807, BD et DD 1823) et y est Fellow jusqu'en 1813. Il est ordonné prêtre dans l'Église d'Angleterre en 1805.

## Carrière
Au cours de la campagne baltique de l'amiral Sir James Saumarez en 1808, Bandinel sert pendant une courte période comme aumônier à bord du HMS Victory. De retour, il s'installe à Oxford et monte dans les rangs de l'Université. À partir de 1810, il est sous-bibliothécaire de la Bibliothèque Bodléienne sous la direction de son parrain John Price et devient bibliothécaire de Bodley en 1813 à la mort de Price, poste qu'il occupe jusqu'à sa propre mort en 1861. Bandinel est doyen du New College et surveillant de l'université en 1814, et délégué de l'University Press à partir de 1813.
Il est également curé à Wytham à proximité à partir de 1816 et à Albury, Oxfordshire, à partir de 1820. En 1822, il est promu au presbytère de l'église St Andrew, Haughton-le-Skerne, autrefois tenue par son beau-frère, Thomas Le Mesurier. Mais Bandinel, occupé à administrer le Bodleian et à payer de sa propre bourse les audacieuses acquisitions de livres et de manuscrits rares, séjourne rarement dans le Nord et la paroisse est dirigée par un vicaire à sa place.
Les collections du Bodleian augmentent considérablement sous sa direction et avec une bonne connaissance des milieux littéraires. Sa patience avec les visiteurs mal informés de la bibliothèque et ses collègues est souvent mince, beaucoup d'invités étant victimes de son tempérament court, mais on dit que sa courtoisie était garantie à toute personne de marque qui souhaitait le consulter. Il est l'un des trois contributeurs de Collectanea Topographica et Genealogica.
Macray dans ses Annals of the Bodleian Library  raconte que Bandinel a démissionné de son poste de bibliothécaire en 1860 "après quarante-sept ans de fonction en qualité de chef, et un total de cinquante de travail à la bibliothèque. A l'âge de soixante-dix-neuf ans, les infirmités naturelles de l'âge le font se sentir par lui-même incapable des devoirs qu'il a si longtemps et si régulièrement remplis ; tandis qu'en même temps la pression sans cesse croissante du travail et les exigences de la Bibliothèque rendent ces tâches beaucoup plus onéreuses qu'elles ne l'ont été un quart de siècle auparavant. Il cède la place à son subordonné, Henry Coxe.
Bandinel épouse Mary Phillips, fille de John Phillips de Culham, Oxfordshire en 1813. Il meurt en 1861 dans sa maison d'Oxford .